# عباس جوانمرد
عبّاس جوانمرد (۲۶ بهمن ۱۳۰۷ – ۷ مهر ۱۳۹۹) بازیگر و کارگردان تئاتر اهل ایران بود. پرآوازه‌ترین بازی او در نقش پهلوان اکبر در نمایشِ پهلوان اکبر می‌میرد (۱۳۴۴) بوده است.

## سرگذشت
عباس جوانمرد تحصیل در رشتهٔ بازیگری را در سال ۱۳۳۲ در «هنرستان هنرپیشگی» در تهران آغاز نمود و سپس در سال ۱۳۳۴ دورهٔ کارگردانی و بازیگری را زیر نظر پروفسور دیویدسون در دانشگاه تهران گذراند و در همان سال گروه هنر ملی را با تنی چند از همفکران خود، در خانهٔ شاهین سرکیسیان بنیان نهاد. در سال ۱۳۳۷ دوره‌های آموزش گویندگی و کارگردانی را در سازمان رادیو تلویزیون ملی ایران تشکیل داد و در سال ۱۳۳۹ سازمان تئاترهای تلویزیونی را در قالب شش گروه تئاتری به سرپرستی عزت‌الله انتظامی، علی نصیریان، جعفر والی، موحد دیلمقانی، رکن‌الدین خسروی و خودش پی‌ریزی نمود. نخستین تله‌تئاتر پخش شده از تلویزیون ملی ایران، مارگریت نوشته آرمان سالاکرو برگردان شاهین سرکیسیان به کارگردانی عباس جوانمرد بود.
عباس جوانمرد در زمینه تئاتر و نمایش، پژوهش‌هایی دارد که در برگیرنده ریشه‌یابی تئاتر اروپا و ایران است. این پژوهش‌ها به‌همراه رسانه‌های فارسی‌زبان، در دانشنامه‌ها، جنبش‌های هنری و ایران‌شناسی سرتاسر جهان به ثبت رسیده و بازتاب داشته‌اند.
او در جوانی قهرمان شنا واترپلو بود و سرپرستی تیم تهران را نیز بر عهده داشت.

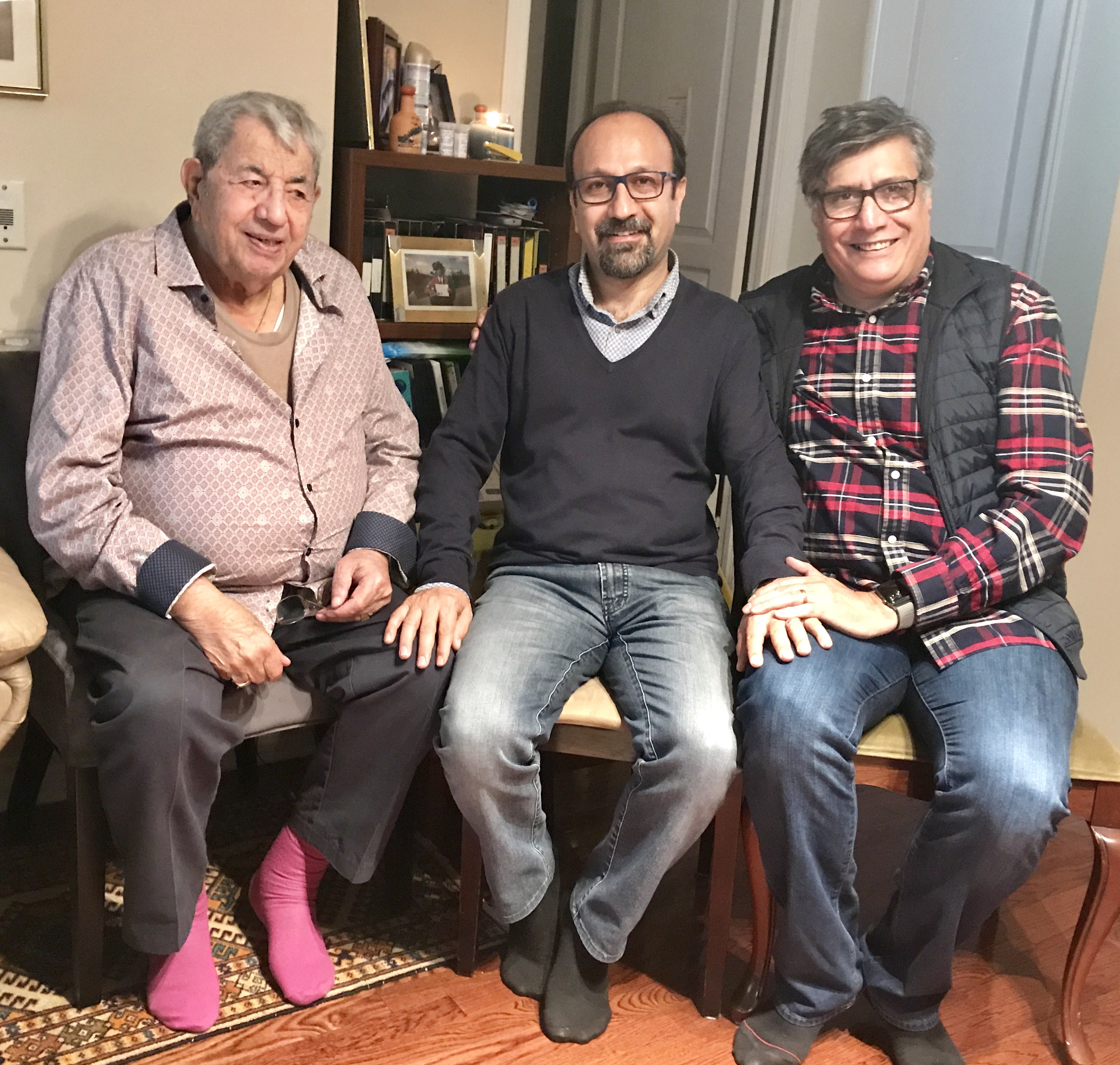
از راست به چپ مصطفی عزیزی، اصغر فرهادی و عباس جوانمرد تورنتو (۲۰۱۹)

عباس جوانمرد در ۷ مهر ۱۳۹۹ در سن ۹۲ سالگی در تورنتو، کانادا درگذشت.

## گزیدهٔ کارنامه هنری

### کارگردانی تئاتر
- افعی طلایی (علی نصیریان) (۱۳۳۵)
- بلبل سرگشته (علی نصیریان) (۱۳۳۵)
- بلبل سرگشته (علی نصیریان) (۱۳۳۶) در فستیوال تئاتر ملل در پاریس
- بلبل سرگشته (علی نصیریان) (۱۳۳۹) در فستیوال تئاتر ملل در پاریس
- قصه‌ی ماه پنهان (بهرام بیضایی) (۱۳۴۳) در فستیوال تئاتر ملل سارا برنارد پاریس
- غروب در دیاری غریب (بهرام بیضایی) (۱۳۴۴) در فستیوال تئاتر ملی سارا برنارد پاریس
- آلونک (کوروش سلحشور) (۱۳۴۴) در فستیوال تئاتر ملی سارا برنارد پاریس و نیز همان سال در فستیوال تئاتر ملل پاریس
- پهلوان اکبر می‌میرد (بهرام بیضایی) (۱۳۴۵) در فستیوال تئاتر ملی سارا برنارد پاریس و نیز در همان سال در جشنواره‌های تئاترهای ایرانی در تهران
- سگی در خرمن جا (نصرت‌ الله نویدی) (۱۳۴۹) در تماشاخانه سنگلج تهران
- تامارزوها (نصرت‌الله نویدی) (۱۳۵۱) در تماشاخانه سنگلج تهران
- قصهٔ ماه پنهان (بهرام بیضایی) (۱۳۵۲) در فستیوال تئاتر جهان سوم در شیراز
- غروب در دیاری غریب (بهرام بیضایی) (۱۳۵۲) در فستیوال تئاتر جهان سوم در شیراز
- آنکه می‌گوید آری، آنکه می‌گوید نه (برتولت برشت)
- تانیکو (کمپارورنچیکو یوجنیو) (۱۳۶۸) در تورنتو کانادا
- غروب در دیاری غریب (بهرام بیضایی) (۱۳۶۹) در تورنتو کانادا
- شهر آفتاب مهتاب (علی حاتمی)
- قصهٔ طلسم حریر و ماهیگیر (علی حاتمی)
- مارگریت (آرمان سالاکرو)
- همهٔ پسران من (آرتور میلر)
- موش‌ها و آدم‌ها (جان استاین‌بک)

### تلویزیون
| سال  | نام                                             | سمت      | کارگردان                | توضیحات                             |
| ---- | ----------------------------------------------- | -------- | ----------------------- | ----------------------------------- |
| ۱۳۷۲ | از پا نیفتاده                                   | بازیگر   | فرامرز باصری            |                                     |
| ۱۳۵۶ | مستنطق                                          | کارگردان | عباس جوانمرد شاپور قریب | نمایش داده نشد.                     |
| ۱۳۵۴ | شوهر آهو خانم                                   | کارگردان | عباس جوانمرد            | بر اساس رمانی از «علی‌محمد افغانی»   |
| ۱۳۵۳ | پهلوان سرگردان                                  | کارگردان | عباس جوانمرد            | بر اساس داستانی از «میگل د سروانتس» |
| ۱۳۵۲ | تله‌فیلم «در اندوه تولدی دیگر»                   | کارگردان | عباس جوانمرد            | نمایش داده نشد.                     |
| ۱۳۵۲ | تله‌فیلم «کنار آتش دوست»                         | کارگردان | عباس جوانمرد            | نمایش داده نشد.                     |
| ۱۳۵۲ | تله‌فیلم «روزی خدا»                              | کارگردان | عباس جوانمرد            | نمایش داده نشد.                     |
| ۱۳۴۷ | تله‌تئاتر «محاق» (پردهٔ یکُمِ مرگ در پاییز)         | کارگردان | عباس جوانمرد            | نویسنده: «اکبر رادی»                |
| ۱۳۴۷ | تله‌تئاتر «مسافران» (پردهٔ دوّمِ مرگ در پاییز)      | کارگردان | عباس جوانمرد            | نویسنده: «اکبر رادی»                |
| ۱۳۴۷ | تله‌تئاتر «مرگ در پائیز» (پردهٔ سوّمِ مرگ در پاییز) | کارگردان | عباس جوانمرد            | نویسنده: «اکبر رادی»                |
| ۱۳۴۶ | تله‌تئاتر «تیرک شکسته»                           | کارگردان | عباس جوانمرد            |                                     |
| ۱۳۴۶ | تله‌تئاتر «کدامیک از دو»                         | کارگردان | عباس جوانمرد            |                                     |
| ۱۳۴۵ | تله‌تئاتر «ناقالدی»                              | کارگردان | عباس جوانمرد            | نویسنده: «بهزاد فراهانی»            |
| ۱۳۴۴ | تله‌تئاتر «معرکه»                                | کارگردان | عباس جوانمرد            |                                     |
| ۱۳۳۸ | تله‌تئاتر «رسم زمانه عوض شده»                    | کارگردان | عباس جوانمرد            | نویسنده: «جمال میرصادقی»            |
| ۱۳۳۷ | تله‌تئاتر «موش‌ها و آدم‌ها»                        | کارگردان | عباس جوانمرد            | نویسنده: «جان استاین‌بک»             |

### کتاب‌ها
برخی از آثار بچاپ رسیدهٔ او به شرح زیر است:
- پیدایی، تجربه‌ها و کارهای گروه هنر ملی
- تکلمه‌ای بر تعزیه و نمایش ملی
- تئاتر، هویت و نمایش ملی
- غبار منی، پدرخوانده
- نقدی به یک نقد
- شهر طلایی

## جوایز و افتخارات
- ۱۳۸۰ - لوح افتخار از طرف وزارت فرهنگ و ارشاد اسلامی برای تجلیل و بزرگداشت چهار دهه خدمات هنری
- ۱۳۸۱ - لوح سپاس و برگزاری بزرگداشت توسط «مجمع نمایندگان تئاتر سوره»
- ۱۳۸۲ - نشان افتخار و برگزاری بزرگداشت از طرف خانه هنرمندان
- ۱۳۸۵ - نشان افتخار و برگزاری بزرگداشت از طرف خانه تئاتر